# أكينوري نيشيزاوا
أكينوري نيشيزاوا، من مواليد 18 يونيو 1976 في شيزوكا في اليابان، وهو لاعب كرة قدم ياباني، ويلعب مع نادي سيريزو أوساكا.
بدأ نيشيزاوا مسيرته الكروية مع نادي سيريزو أوساكا في عام 1995، وفي موسم 1995/1996 انتقل إلى نادي فولندام الهولندي، وفي عام 1996 عاد إلى نادي سيريزو أوساكا ولعب معهم حتى عام 2000، حيث انضم إلى نادي إسبانيول الإسباني، وفي موسم 2001/2002 انتقل إلى نادي بولتون واندرز الإنجليزي، ومنذ عام 2002 وهو يلعب مع نادي سيريزو أوساكا الياباني.
و قد شارك مع منتخب اليابان لكرة القدم في 29 مباراة دولية وسجل فيها 11 هدف، وقد شارك في كأس العالم لكرة القدم 2002.

## روابط خارجية
- أكينوري نيشيزاوا على موقع الاتحاد الدولي (مؤرشف)  (الإنجليزية)
- أكينوري نيشيزاوا على موقع رابطة كرة القدم اليابانية للمحترفين (اليابانية)
- أكينوري نيشيزاوا على موقع قاعدة بيانات كرة القدم.إي يو (الإنجليزية)
- أكينوري نيشيزاوا على موقع ناشيونال فوتبول تيمز (الإنجليزية)
- أكينوري نيشيزاوا على موقع Soccerbase.com (لاعب) (الإنجليزية)
- أكينوري نيشيزاوا على موقع Soccerway.com (الإنجليزية)
- أكينوري نيشيزاوا على موقع عالم كرة القدم.نت (الإنجليزية)
- أكينوري نيشيزاوا على موقع كووورة